# Большая мартовская депортация
Большая мартовская депортация (операция «Прибой») — депортация части гражданского населения Эстонии, Латвии и Литвы в Сибирь и отдалённые районы северной части СССР, организованная советскими властями в марте 1949 года, в ходе которой было депортировано 94 779 человек. Смертность депортированных оценивается примерно в 15 %.
Согласно официальным данным из Литвы было депортировано 33 496, из Латвии — 41 445, из Эстонии — 20 660 человек.

## Причины
В связи с ростом партизанской борьбы, других форм сопротивления и медленными темпами сплошной коллективизации в Прибалтике, Сталин приказал устроить депортацию нелояльного населения Прибалтики, дабы вырвать с корнем любые попытки сопротивления.
Операция под названием «Прибой» имела три цели: ускорить проведение коллективизации с помощью запугивания сельского населения; «очистить» регион от коллаборационистов, кулаков и националистов (т. н. «социально враждебных элементов» согласно пропаганде); подавить и деморализовать любое сопротивление через депортацию «сочувствующих», к которым относились семьи противников советской власти (то есть женщины, дети и старики):315—316 и в итоге ликвидировать социальную базу сопротивления политике советизации.

## Оперативный план «Прибой»
Согласно постановлению Совета министров СССР за № 390—138сс от 29 января 1949 года, выселению на спецпоселение в отдалённые районы СССР подлежали «10 тысяч кулацких семей». 28 февраля 1949 года был издан приказ министра государственной безопасности № 0068, а 12 марта — приказ министра внутренних дел СССР № 00225 «О выселении с территории Литвы, Латвии и Эстонии кулаков с семьями, семей бандитов и националистов», который предписывал депортацию «кулаков с семьями, семей „бандитов“ и „националистов“, находящихся на нелегальном положении, убитых при вооружённых столкновениях и осуждённых, легализовавшихся бандитов, продолжающих вести вражескую деятельность, и их семей, а также семей репрессированных пособников бандитов».
Согласно упомянутому приказу № 0022:
- каждая депортированная семья формально имела право на вывоз с собой 1,5 тонны личного имущества и продовольствия,
- каждая депортированная семья формально должна была быть обеспечена по месту прибытия проживанием, трудоустройством и правовым положением выселенцев,
- транспортировка выселенцев должна была производиться в железнодорожных вагонах, оборудованных для перевозок людей, с обязательным присутствием медицинской бригады со всеми необходимыми медикаментами на каждый эшелон.

Документ № 4.28 — «Инструкция начальника конвойных войск МВД СССР В. М. Бочкова и начальника Отдела спецпоселений МВД В. В. Шияна начальникам эшелона и конвоя по конвоированию выселенцев» — формально должен был регулировать:
- обеспечение каждого вагона необходимым снаряжением от унитазов до спальных мест и вёдер для приготовления горячей пищи,
- обеспечение централизованного питания выселенцев в железнодорожных буфетах на станциях прохождения эшелона (из расчета 5 рублей на каждого человека),
- организацию работы санитарного вагона для заболевших выселенцев,
- организацию работы грузовых вагонов для перевоза крупногабаритного имущества выселенцев.

## Подготовка и проведение операции
Операция началась 25 марта 1949 года в столицах союзных республик в 04:00, в провинции — в 06:00. На её проведение было отведено трое суток. Последний эшелон из Эстонии отбыл 29 марта.

## Мартовская депортация в Эстонии
Списки подлежавших высылке людей составлялись Министерством государственной безопасности ЭССР на основе учётных данных и агентурных сведений. Всего предполагалось выслать около семи с половиной тысяч семей. Для проведения операции «Прибой» в ЭССР было задействовано 2198 оперативных работников, 5953 военнослужащих и 8438 партийных активиста, всего же свыше 20 тысяч человек. Из транспортных средств было использовано 19 железнодорожных эшелонов, 2772 автомашины и 12 400 конных подвод. За четверо суток с 25 по 29 марта из Эстонии в Сибирь принудительно отправили 20 713 человек, из них «мужчин — 4579, или 22,3 % к общему количеству, женщин — 9890, или 48,2 %, и детей — 6066, или 29,5 %». За два дня с острова Сааремаа было депортировано 1028 человек, из них 307 детей, тогда как в конце войны население острова составляло около 40 тысяч человек.
За проведение операции по высылке гражданских лиц были удостоены ордена Красного знамени ведущие исполнители и руководители этой операции генерал-майор Б. Кумм, полковники А. Резев, П. Пастельняк, Д. Таевер, а орденами Великой Отечественной войны I и II степени наградили генерал-лейтенанта С. Огольцова и подполковников О. Авика, А. Прессмана и И. Якобсона.
Общее число пострадавших от мартовской депортации составило 20 660 человек. Депортация планировалась «навечно», то есть депортированные не имели права вернуться на родину. Однако, во время десталинизации и «хрущевской оттепели» депортированные были постепенно освобождены, и к началу 1960-х годов большинство из них вернулись в Эстонию; они оставались под надзором КГБ. Смертность депортированных в Сибири и Средней Азии оценивается менее чем в 15 %.

## Мартовская депортация в Латвии
Для проведения операции «Прибой» в Латвийской ССР было задействовано 3300 оперативных работников, 8313 военнослужащих внутренних войск МВД СССР и 9800 бойцов истребительных батальонов. Для перевозки людей органы задействовали 31 железнодорожный состав.
Всего высылке подлежали 13 624 семей или 42 975 человек, в основном сельских жителей, классифицированных советской властью как кулаки или пособники «лесных братьев» — партизан, боровшихся против советской власти и занимавшихся бандитизмом. Высланные составили 2,28 % населения республики.
Из высланных в 1949 году умерли в пути 183 человека, скончались во время ссылки 4941, или 12 % всех высланных. Еще 1376 лицам было запрещено после окончания срока высылки возвращаться в Латвию. Таким образом, безвозвратные потери населения от высылки составили 6500 человек или 0,35 % всего населения Латвии того времени.
За проведение операции были награждены следующие офицеры: генерал-майоры Альфонс Андреевич Новик и Август Петрович Эглитис, полковники Владимир Васильевич Васильев, Ян Янович Веверс, Виктор Николаевич Козин, Фёдор Захарович Ширинский, подполковник Карлис Иванович Яунпетровичс, полковник милиции Николай Карлович Платайс, майор Иван Донатович Зуянс, комиссар милиции Алексей Алексеевич Кошелев, капитаны Михаил Павлович Ларютин, Петерис Язепович Рейнхольдс, Винц Антонович Тутин, Екаб Микелевич Шалмс.
В опубликованных в 2017 году отчётах ЦРУ от 16 июня 1952 года, об операциях по поддержке антисоветского подполья в Латвии отмечается, что «до 1949 года бывшие партизаны жили в покое. Некоторые заняли довольно хорошие посты, а некоторые нашли возможности сотрудничества с коммунистами. Многие из этих легализовавшихся лиц, подозревавшихся властями в продолжении сотрудничества с партизанами [оставшимися в лесах] и в предоставлении последним сведений о готовящихся действиях властей, были депортированы в 1949 году — вместе с теми, кто не сумел скрыть своё недовольство советским режимом». В том же отчёте ЦРУ признаёт, что «открытые действия предпринимались партизанами и их сторонниками, [находившимися] на легальном положении, до навязывания коллективизации — то есть пропаганда против коллективизации и акты саботажа против ферм и сельскохозяйственных машин. Наиболее активных коммунистов ловили и избивали. Рассылались угрожающие письма, а тех, кто не придавал таким письмам значения, расстреливали. Такие действия, однако, навлекли на местное население, а также на самих партизан ответные репрессивные меры. Тем временем, террористические группы, в особенности группы бандитов, действовавших по своему усмотрению и без серьёзного плана, расстреляли много невинных [или] не представлявших никакого значения людей и расстреляли даже некоторых [из числа тех] кто поддерживал партизан, однако [официально] работал на советские власти. Последовавшие депортации и крупные антипартизанские акции оказались тем, чего следовало ожидать».

## Мартовская депортация в Литве
Из Литвы в рамках операции «Прибой» было депортировано 33 496 человек.

## Память

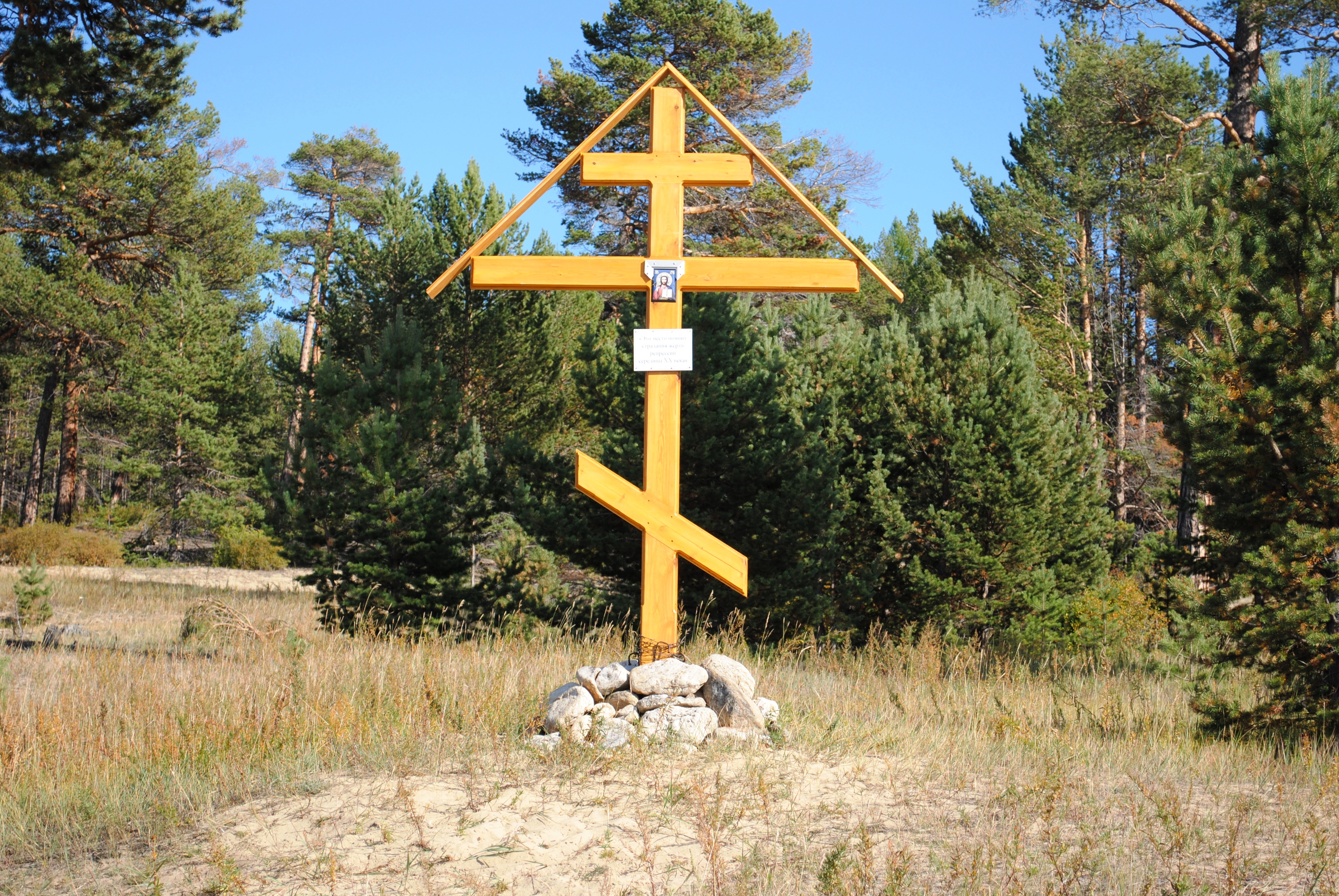
Мемориальный поклонный Крест на Ольхоне, 2012 г.

В своей речи от 25 марта 2008 года, посвящённой годовщине трагических событий мартовской депортации, президент Эстонии Тоомас Хендрик Ильвес назвал те события геноцидом и преступлением против человечности.
Материалы о жизни литовских спецпереселенцев на байкальском острове Ольхон хранятся в Хужирском краеведческом музее. Кроме того, в 2012 году на этом острове в урочище Песчаное установлен мемориальный поклонный крест с надписью «Это место помнит страдания жертв репрессий середины XX века».
Выступая 25 марта 2019 года на митинге, приуроченном к 70-летию депортации, президент Латвии Раймонд Вейонис признал, что «эта годовщина может стать символической точкой отсчета для честного разговора о прошлом и памяти. Депортации латвийского народа проводили не только специально введённые войска и чекисты. Людей на репрессии добровольно или против своей воли, из страха или убеждения обрекали соседи, родственники и земляки. И эта вина тоже является частью наследия нашего народа». Эта фраза, хотя и не открыла ничего нового, вызвала возмущение национальных комментаторов.

## Современная юридическая трактовка
Эстония неоднократно пыталась добиться признания советских депортаций геноцидом, однако не получила международной поддержки.

## Судебные процессы

### Эстония
Полиция безопасности Эстонии в августе 1999 года возбудила уголовный процесс против восьми бывших сотрудников советской госбезопасности по обвинению в участии в организации депортаций с острова Сааремаа в марте 1949 года. Обвинение было предъявлено по статье 61 Уголовного кодекса Эстонской Республики — «преступление против человечности», которая не предполагает срока давности. Изначально в списке обвиняемых было 12 человек, до суда дожили 9, участвовали в процессе восемь, так как психическое здоровье девятого было признано негодным для расследования. В числе обвиняемых были граждане Эстонии Хейно Лаус, Владимир Казе, Виктор Мартинсон, Август Колк, Альберт Колг и Рудольф Сиссак, граждане России Пётр Кислый и Степан Никеев. Трое из них были осуждены на условные сроки заключения, трое скончались во время суда. Дело Степана Никеева было выделено в отдельное производство и затем прекращено из-за плохого состояния здоровья обвиняемого.
За проведение массовых депортаций на острове Хийумаа предстал перед судом Герой Советского Союза, полковник в отставке Арнольд Мери. Государственная дума Российской Федерации в мае 2008 года обратилась к европейским коллегам с призывом остановить «постыдное судилище» над Мери, назвав его «явно политизированным». 27 марта 2009 года Арнольд Мери скончался в своём доме в Таллине после тяжёлой болезни.

### Латвия
Случаи судебного преследования советских ветеранов в Латвии были представлены в справке «РИА Новости» от 20 мая 2009 года.
Руководитель республиканского комитета госбезопасности Латвии с 1944 по 1953 год генерал Альфонс Андреевич Новик был в декабре 1995 года приговорён к пожизненному заключению «за участие в репрессиях». Не признав себя виновным, ветеран скончался в рижской тюремной больнице в марте 1996 года в возрасте 88 лет.
Бывший майор КГБ СССР и фронтовик Василий Кирсанов подвергся уголовному преследованию в ноябре 1999 года за подготовку постановлений, возбуждение уголовных дел и оформление документов, которые впоследствии приводили к вынесению приговоров. Обвиняемый провёл последний год жизни под арестом, а затем на принудительном лечении в психбольнице до смерти в апреле 2000 года.
Ветеран Великой Отечественной войны, бывший работник КГБ 84-летний Михаил Фартбух, причастный к высылке в Сибирь 31 семьи крупных чиновников Латвийской республики, был приговорён в 1999 году к семи годам тюремного заключения несмотря на то, что он не мог самостоятельно передвигаться и плохо видел. Ветеран подал протест в Европейский суд по правам человека, который в декабре 2004 года признал, что латвийское правосудие нарушило конвенцию по правам человека, заставив 84-летнего инвалида находиться в тюрьме, и обязал Латвийскую республику выплатить ему 5 тысяч евро в качестве моральной компенсации, а также оплатить судебные издержки Фартбуха в размере 1 тысячи латов (1,7 тысяч евро).
Николай Ларионов оказался на скамье подсудимых 10 сентября 2002 года в возрасте 82 лет и 26 сентября 2003 года приговорён к пяти годам тюрьмы по обвинению в депортации жителей Латвии в отдалённые районы СССР в марте 1949 года. Судебный процесс проходил в сокращённом виде из-за плохого состояния здоровья обвиняемого.
Ветеран Великой Отечественной войны, бывший оперуполномоченный МГБ Трофим Якушонок скончался у себя дома в Латвии в октябре 2003 года в ожидании судебных слушаний по обвинению в геноциде латышского народа.
82-летний гражданин России, ветеран Великой Отечественной войны и инвалид 1-й группы Николай Тэсс в декабре 2003 года был приговорён к двум годам лишения свободы условно Курземским окружным судом в Лиепае за участие в мартовской депортации 1949 года. Обвиняемый не признал своей вины, заявив, что в его задачу входило лишь сравнение поступавших к нему от местных органов власти списков высылаемых со списками, перепечатанными в МГБ.